# Glenea centroguttata
Glenea centroguttata är en skalbaggsart som beskrevs av Leon Fairmaire 1897. Glenea centroguttata ingår i släktet Glenea och familjen långhorningar.
Artens utbredningsområde är:
- Tibet.
- Taiwan.

Inga underarter finns listade i Catalogue of Life.